# Pierre Baratin
Pierre François Baratin (né le 7 septembre 1920 à Saint-Étienne-la-Varenne (Rhône) et mort le 23 mai 1995 à Gleizé (Rhône)) est un coureur cycliste français, professionnel de 1945 à 1955.

## Palmarès
- 1942
  - 2e du Grand Prix du Cru Fleurie
- 1943
  - 2e du Grand Prix de Cours-la-Ville
- 1945
  - Trophée des grimpeurs
  - Grand Prix de Cours-la-Ville
  - 2e du Circuit du Jura
  - 2e du Circuit des six provinces
  - 2e du Grand Prix du Vercors
  - 3e du Grand Prix de Cannes
- 1946
  - 2e du Circuit des six provinces
  - 3e du Grand Prix de Cannes
- 1947
  - Circuit du Jura
- 1948
  - Trophée des grimpeurs
  - Bourg-Genève-Bourg
- 1949
  - 2e de Bourg-Genève-Bourg
  - 2e du Grand Prix Catox
- 1950
  - Lyon-Grenoble-Lyon
- 1951
  - 2e du Tour du Doubs
- 1952
  - 3e de Lyon-Grenoble-Lyon
- 1953
  - Grand Prix de Cannes
- 1954
  - Tour de l'Isère
  - 2e du Circuit de l'Ain

## Résultats sur les grands tours

### Tour de France
1 participation
- 1948 : 35e